# The Bureau: XCOM Declassified
The Bureau: XCOM Declassified är en science fiction-tredjepersonsskjutare i X-COM-spelserien, utvecklat av 2K Marin och gavs ut av 2K Games under augusti 2013 till Microsoft Windows, Playstation 3 och Xbox 360. Spelet gavs ut till Mac den 27 november 2013 av Transgaming. Spelet var under utveckling under olika titlar av tre olika datorspelsutvecklare sedan 2006.  Spelet avslöjades som en förstapersonsskjutare under titeln XCOM i juni 2010 och har under åtskilliga tillfällen försenats och förändrats sedan dess. I april 2013 döptes spelet om till The Bureau: XCOM Declassified i sin slutliga version, en tredjepersonsskjutare med strategiska spelelement.